# Hexatoma kariyai
Hexatoma kariyai là một loài ruồi trong họ Limoniidae. Chúng phân bố ở miền Cổ bắc.